# Ackenschock (Adelsgeschlecht)

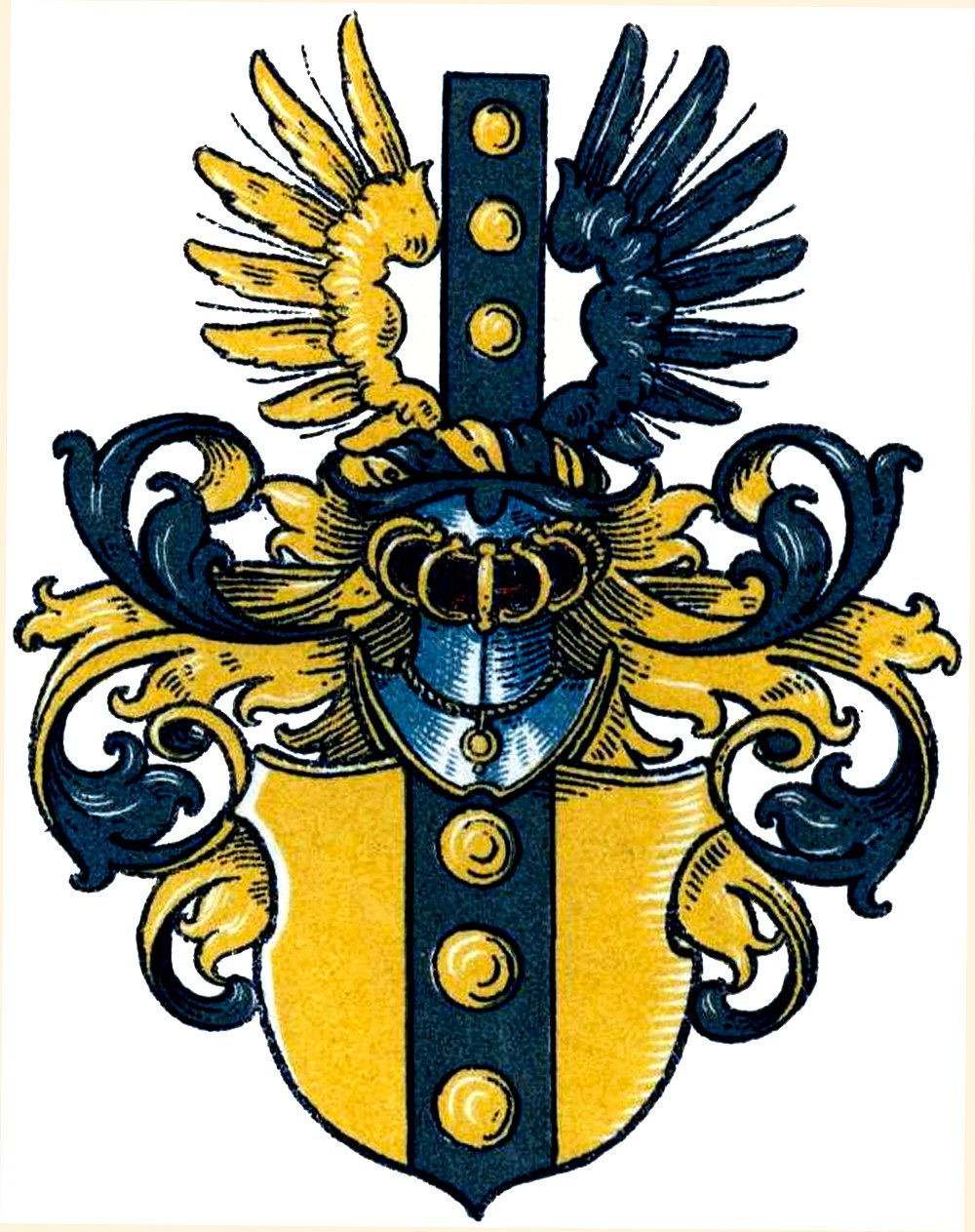
Wappen derer von Ackenschock

Die Herren von Ackenschock, ursprünglich Herren von Lippborg, waren ein westfälisches Adelsgeschlecht.

## Geschichte
Die Familie saß ursprünglich im westfälischen Lippborg zwischen Beckum und Soest, wo sie 1350 wohnte. Ackenschock war ursprünglich der Spitz-/Rufname der Familie (von Lippborg gen. Ackenschock), wohl als Hakenschuh zu deuten. Später besaß die Familie Burglehen zu Kamen und Horstmar sowie die Häuser Amelsbüren und Binkhoff. Henrich Ackenschock war 1429 Bürgermeister zu Kamen. Ludecke und Christoph von Ackenschock waren 1473 und 1524 Richter zu Unna und Kamen. Heinrich von Ackenschock war 1575 Herr zu Binkhoff.
Die Familie erlosch im Mannesstamm mit dem Tod von Dietrich Friedrich von Ackenschock, königlich-preußischer Hauptmann a. D. und Bürgermeister zu Staßfurt, am 23. August 1790. Seine Witwe, eine geborene von Trotha, lebte noch 1805.

## Wappen
In Gold ein schwarzer, mit drei goldenen Kugeln beladener Pfahl. Auf dem schwarz-golden bewulsteten Helm ein goldener (rechts) und ein schwarzer Flügel, dazwischen der Pfahl mit den Kugeln.